# Rhea Silvia
Rhea Silvia (cũng được viết là Rea Silvia), cũng được gọi là Ilia, là người mẹ huyền thoại của hai anh em sinh đôi Romulus và Remus, những người sáng lập ra thành phố Roma. Câu chuyện của bà được kể trong cuốn sách đầu tiên Ab Urbe Condita của Livy và các mẫu chuyện từ Ennius, Annales và Fabius Pictor.. 

## Truyền thuyết

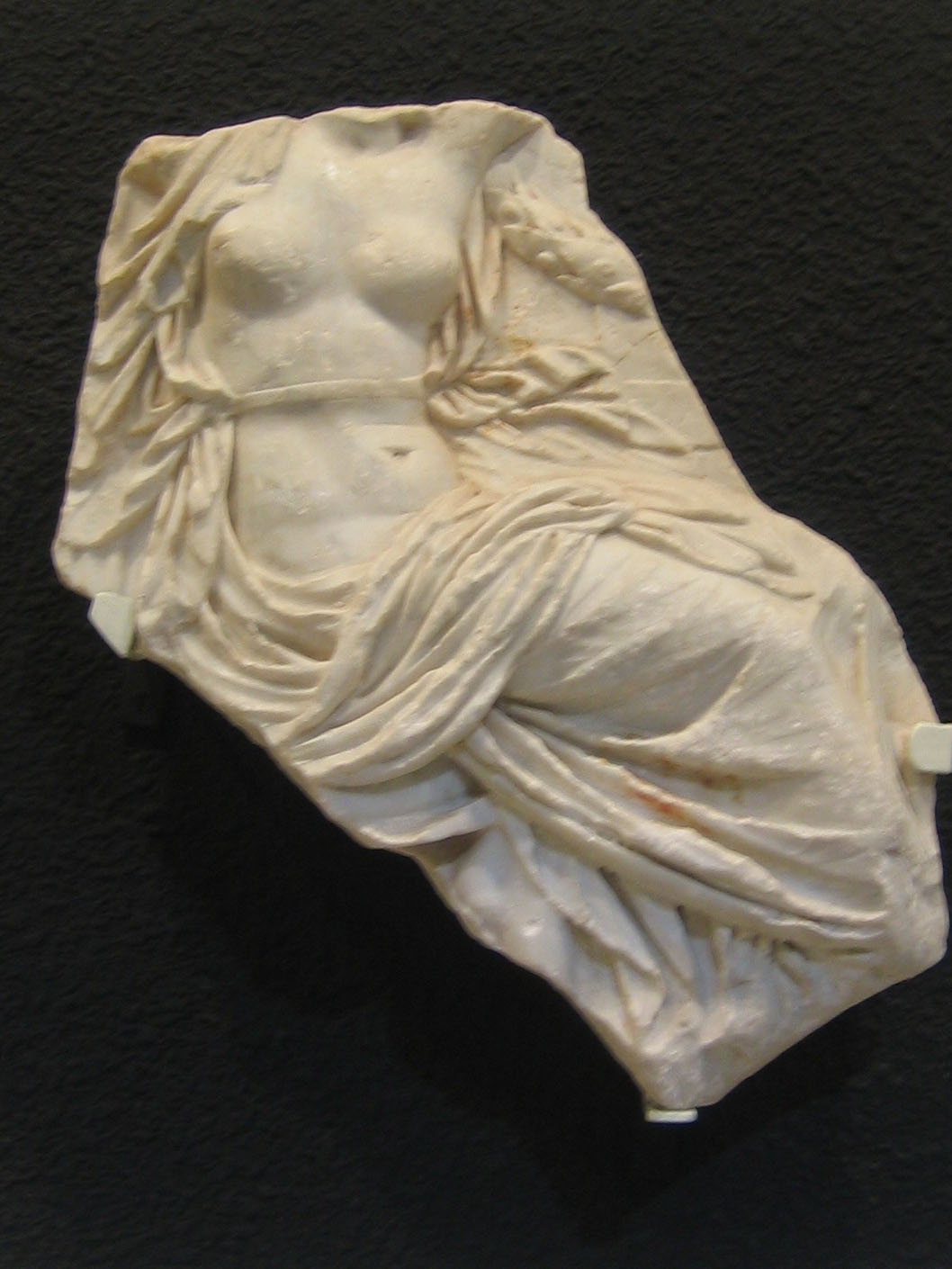
Rhea Silvia, torso từ nhà hát Cartagena ở Tây Ban Nha được phục chế năm 1988.

Theo truyền thuyết về thành Roma, vị vua Numitor đã bị người em trai của mình đoạt ngôi và cô con gái của ông là Rhea Silvia bị buộc trở thành trinh nữ để không thể sinh con. Nhưng Rhea Silvia lại mang thai với con của thần Mars. Khi cặp trẻ bị phát hiện, công chúa bị giam vào tù còn lũ trẻ thì bị bỏ trong giỏ trôi trên dòng sông Tiber. May mắn là 2 anh em đã cập bờ sống sót và được một con sói cái cho bú cho đến khi chúng được một người chăn cừu cưu mang.
Khi biết được câu chuyện quá khứ của mình, 2 anh em đã giết kẻ chiếm ngôi Amulus, khôi phục lại ngôi vị cho Numitor và trở lại nơi được con sói nuôi dưỡng để xây dựng một thành phố.
Hình ảnh 2 đứa trẻ trần truồng ngửa mặt bú sữa từ một con sói cái đã trở thành chủ đề xuyên suốt trong nghệ thuật La Mã, và các bức điêu khắc minh họa truyền thuyết này đều xuất hiện tại các bảo tàng trong khu vực.